# 토머스 배빙턴 매콜리
제1대 매콜리 남작 토머스 배빙턴 매콜리(Thomas Babington Macaulay, 1st Baron Macaulay, PC, FRS, FRSE, 1800년 10월 25일 ~ 1859년 12월 28일)는 영국의 역사가이자 휘그당의 정치인이다. 그는 주로 인도에 서구 교육 시스템을 도입했다 여겨진다. 그는 평론가이자 수필가로서 역사적이거나 동시대에 일어난 사회정치 주제에 관한 글을 광범위하게 집필했다. 그의〈영국사〉(History of England)는 휘그사에서 획기적이고 모범적인 예였으며, 그 문학 양식은 20세기에 인기를 얻게 된 역사적 주장에 대한 광범위한 비난 이후를 포함하여 출판 이후로 호평의 대상으로 남아 있다.
매콜리는 1839년에서 1841년 사이에 전쟁 비서관으로, 1846년에서 1848년 사이에 총무국장으로 근무했다. 그는 인도 교육에 영어와 서양식 개념을 도입하는 데 중요한 역할을 했으며 1835년 "Macaulay's Minute"에 주제에 대한 자신의 주장을 발표했다. 그는 공용어를 페르시아어에서 영어로 바꿨으며, 모든 학교에서 영어를 교육에 사용하고, 영어를 사용하는 인도인을 교사로 키우는 일을 지지했다. 이로 인해 인도의 매콜리주의(Macaulayism)와 전통적 고대 인도 교육, 직업 시스템, 과학이 체계적으로 소실되었다.
매콜리는 세계를 문명 국가와 야만으로 나누었으며, 영국은 문명의 정점을 대표했다. 그는 진보, 특히 자유주의적 자유라는 관념에 사로잡혀 있었다. 그는 역사적인 영국 문화와 전통을 이상화하면서 급진주의에 반대했다.

## 같이 보기
- 휘그사관